# Anton Hofherr
Anton „Toni“ Hofherr (* 20. Dezember 1947 in Garmisch-Partenkirchen; † 18. September 2024 ebenda) war ein deutscher Eishockeyspieler, der während seiner Karriere für den SC Riessersee und Berliner Schlittschuhclub in der Eishockey-Bundesliga spielte. Sein jüngerer Bruder Franz Hofherr war ebenfalls Eishockeyspieler.

## Karriere
Hofherr nahm weiterhin an fünf Weltmeisterschaften teil. In der Bundesliga absolvierte er über 550 Spiele. Zudem gewann er zweimal die Deutsche Meisterschaft, sowohl mit dem Berliner SC als auch mit seinem Heimatverein, dem SC Riessersee. Hofherr war Teilnehmer der Olympischen Winterspiele 1972 im japanischen Sapporo mit der deutschen Eishockeynationalmannschaft.

## Erfolge und Auszeichnungen
- 1976 Deutscher Meister mit dem Berliner Schlittschuhclub
- 1981 Deutscher Meister mit dem SC Riessersee